# Parallele (Militär)

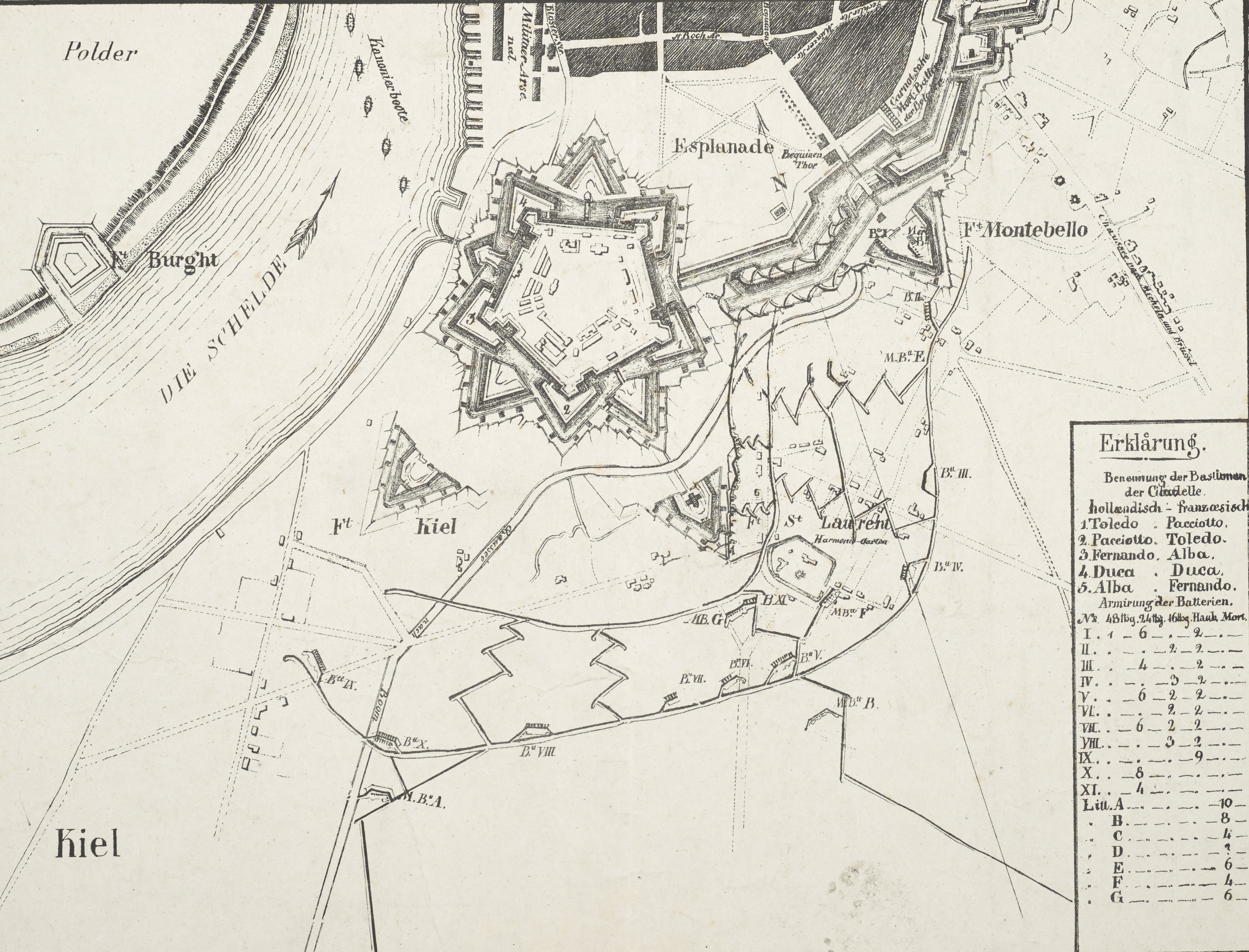
Plan von 2 Parallelen bei Antwerpen 1832, die durch zickzackförmige Gräben miteinander verbunden sind. Die von der sternförmigen Bastion weiter entfernte Parallele ist die erste, unter deren Schutz dann die näher gelegene zweite angelegt wird.

Als Parallele bezeichnete man diejenigen Laufgräben, welche bei Belagerungen der anzugreifenden Festungsfront gegenüber in ziemlich gleich weiten Abständen von den ausspringenden Winkeln des Glacis angelegt werden. Sie sollten die ganze Angriffsfront umfassen. Die Parallelen dienen zur Verbindung der Batterien und anderer Werke der Belagerer. Sie decken deren Errichtung und dienen zur Verteidigung gegen Ausfälle. Kurze Stücke von Parallelen werden auch Halb-Parallelen genannt. 

## Geschichtliches
Eine erste Spur von Parallelen der Neuzeit findet sich im Dreißigjährigen Krieg. Sie wurden von den Schweden bei dem Angriff auf die Stadt Höxter angelegt. Die Laufgräben zog man so, dass sie ihrer Richtung nach für eine Parallele zu den Befestigungswerken des belagerten Ortes gelten können. Noch deutlicher ist diese in den Belagerungsarbeiten des französischen Ingenieurs Beaulieu († 1674) vor Dünkirchen 1646 wahrzunehmen, wo in erster Parallele auch eine große Batterie lag, die hinreichend erhöht war, um über die in einer kleinen Vertiefung liegende zweite Parallele hinweg schießen zu können. Die Parallele wurden dann 1673 vor Maastricht von Vauban angewendet, der in der Endphase des Pfälzischen Erbfolgekriegs vor Ath 1697 auch zuerst drei Parallelen anlegen ließ.